# Tereza Kesovija
Tereza Kesovija (Dubrovnik, 3. listopada 1938.) hrvatska je pjevačica. Jedna je od najprepoznatljivijih izvođača hrvatske glazbene scene, znana po svom širokom rasponu glasa i opernom stilu. Osim na području bivše Jugoslavije, imala je i vrlo uspješnu glazbenu karijeru u Francuskoj.

## Životopis
Upravo u Dubrovniku, u kojem je Tereza živjela isprva skromno sa svojim ocem, pomajkom i bratom, počinje njena karijera osnovnim glazbenim obrazovanjem. Tereza je, kao maturantica srednje glazbene škole u Dubrovniku na Odsjeku za flautu, osvojila Grand Prix na natjecanju mladih glazbenika u Ljubljani 1958. Studij glazbe započinje na Muzičkoj akademiji u Zagrebu, svirajući istovremeno u Simfonijskom orkestru Radio Zagreba. Diplomirala je na odsjeku za flautu u klasi prof. Thea Tabake. U to vrijeme počinje nastupati i kao pjevačica. 
Prvi nastup pred većim auditorijem Tereza je imala 1961. u zagrebačkom Varijeteu, a prvi inozemni nastup bio je na festivalu Pjesma za Europu u St. Vincentu u Italiji 1962. Tijekom karijere, koja traje preko 45 godina, Tereza je nastupala na svim domaćim festivalima, gdje je bila i nagrađivana. S festivala u Splitu, Opatiji, Zagrebu, Sarajevu i Beogradu publika je pamti po pjesmama autora: Zdenko Runjić, Nikica Kalogjera, Arsen Dedić, Kemal Monteno, Đelo Jusić, Stipica Kalogjera, Andrej Baša i drugih. 
Terezinu međunarodnu karijeru obilježavaju nastupi i gostovanja na festivalima u Bratislavi, Rio de Janeiru, Meksiku, Sopotu i Antaliji te na Kupu Europe u Bernu. Dva je puta Tereza pjevala i na Pjesmi Eurovozije: Godine 1966. kao predstavnica Kneževine Monako s pjesmom "Bien plus fort", kad je s 0 bodova dijelila posljednje (17.) mjesto s Italijom, te 1972. godine, kad predstavlja i Jugoslaviju s pjesmom "Muzika i ti" te osvaja 9. mjesto. Održavala je i turneje širom svijeta.
U Francuskoj je tijekom 1960-ih i 1970-ih izgradila karijeru. Francuska karijera počinje još 1965., kad pjeva "Larinu pjesmu" (La Chanson de Lara) iz filma Doktor Živago. Za svoga boravka u Francuskoj Tereza surađuje s poznatim zvijezdama kao što su Serge Lama, Tino Rossi, Gilbert Bécaud i Rita Pavone. Vrhunac je njen solistički koncert u pariškoj Olympiji održan 1988. godine. Poslije 19 godina, 16. studenog 2007., Tereza je održala trijumfalan povratnički koncert u Olympiji. Tereza je napisala i dvije uspješne autobiografske knjige i to Libertas (izdavač Mirta) 1994. te To sam ja (Večernji list) iz 2014. godine.

## Nagrade
Od 1958.  kada je u Ljubljani, Slovenija, osvojila prvu nagradu na natjecanju najboljih flautista Jugoslavije, za svoj umjetnički rad Tereza je često bila nagrađivana na festivalima, ali i prestižnim društvenim nagradama, među kojima su i Nagrada Vlaho Paljetak 1977., te Nagrada Đeki Srbljenović za poseban doprinos Splitskom festivalu 2000. Godine 1999., Tereza je odlikovana i proglašena Vitezom Visokog odličja za doprinose u kulturi (Chevalier des Arts et Lettres), koju dodjeljuje predsjednik Republike Francuske, a ubrzo potom uručena joj je i Zlatna povelja humanizma. Tereza nastupa i na velikim koncertima UNICEF-a, prilikom kojih je upoznala i brojne zvijezde kao što su Charlie Chaplin, Richard Burton i Peter Ustinov. Dobitnica je nagrade Porin za životno djelo 2009. Iste godine dobiva i nagradu grada Dubrovnika za životno djelo. Nagradu Porin dobiva i 2017. za najbolji album zabavne glazbe u prethodnoj godini za Oči duše u izdanju Dallas Records.
Tereza Kesovija nositeljica je Reda Danice hrvatske s likom Marka Marulića, a 2020. godine dobila je Nagradu za životno djelo općine Konavle.

## Pjesme
U svojoj karijeri Tereza je snimila više od trideset LP ploča i preko sedamdeset singlica, te više od dvadeset CD-ova, ali isto tako i veliki broj pjesama koje nikada nisu našle svoje mjesto na nekom od nosača zvuka.
Svoje pjesme Tereza je, osim na hrvatskom, otpjevala i na brojnim drugim jezicima (slovenskom, talijanskom, francuskom, ruskom, engleskom, njemačkom, španjolskom, srpskom (ekavicom), portugalskom i makedonskom).

## Festivali
Festival zabavne glazbe Split:
- 1962. Ćakule o siromajima (I. nagrada publike i nagrada za tekst)
- 1962. Boja sreće
- 1962. Odrazi
- 1963. Balada o tovaru (3. nagrada publike)
- 1964. Nima Splita do Splita (Duet: Toni Kljaković, 1. nagrada publike i 2. nagrada žirija)
- 1964. Legenda o Miljenku i Dobrili (nagrada turističke zajednice)
- 1965. Odrasli smo(3. nagrada zirija)
- 1965. Splite moj (Duet: Miro Ungar) (3. nagrada publike)
- 1965. Peškarija (Trio: Beti & Maruška)
- 1965. Grade moj (Duet: Mišo Kovač)
- 1966. Gradovi pokraj mora
- 1967. Split je svit (Duet: Miro Ungar) (3. nagrada publike)
- 1967. Hoće li ikad doći?
- 1968. Moje suze (2. nagrada publike i 3. nagrada žirija)
- 1968. Nema života bez ljubavi (Duet: Miro Ungar)
- 1969. Nono, dobri moj nono (1. nagrada publike i 1. nagrada internacionalnog žirija)
- 1969. Sine, ne pitaj za oca
- 1971. Voli me, voli me (Brončani grb Grada Splita: nagrada žirija jugoslavenskih gradova)
- 1972. Rusticana (1. nagrada žirija i 2. nagrada publike)
- 1973. Nek' idu lađe (Zlatni grb Grada Splita: 1. nagrada publike)
- 1974. Sunčane fontane (1. nagrada žirija i 2. nagrada publike)
- 1975. Nježne strune mandoline (Srebrni grb Grada Splita: 2. nagrada publike)
- 1976. Sviraj mi, sviraj (Zlatni grb Grada Splita: 1 nagrada publike)
- 1977. Ispijmo čašu sve do dna (Večer dalmatinske šansone: 1. nagrada)
- 1977. Poljubi me s obje bande
- 1979. Mladosti, moja lijepa radosti (2. nagrada publike)
- 1982. Ja sam pjesma (2. nagrada žirija i nagrada za tekst)
- 1983. Na kušinu (Duet: Silvije Petričić)
- 1983. Promenade
- 1985. Tajna života (2. nagrada publike i nagrada za eleganciju)
- 1986. Molim te, ostani (1. nagrada publike)
- 1986. Dalmatinko
- 1986. Švora
- 1987. Zapjevajmo prijatelji (1. nagrada publike)
- 1988. Još u meni ima vatre
- 1988. Nima Splita do Splita (Večer splitskih biseri 1960. – 1970., 2. nagrada publike)
- 1988. Moja mala pjesmo
- 1989. Sunčane fontane (Večer splitskih biseri 1970. – 1980., 3. nagrada publike)
- 1990. Ljubav je moj grijeh (Nagrada za najuspješniju pjevačicu Festivala svih vremena, 3. nagrada publike i nagrada za najbolju interpretaciju)
- 1990. Molim te, ostani (Večer splitskih biseri 1980. – 1990., 3. nagrada publike)
- 1992. Moja Dalmacija (3. nagrada publike)
- 1994. Nek' zapjeva stara klapa (3. nagrada radio stanica)
- 1995. Tamo sam rođena (Nagrada za najbolju interpretaciju)
- 2007. Serenada Splitu (Nagrada za doprinos hrvatskoj glazbenoj kulturi)
- 2010. Nima više one pisme (posebna nagrada "Zlatni Splitfest" u retrpospektivnoj večeri)
- 2022. retrospektivni koncert Split pjeva Terezu (nagrada "Galeb")

Melodije hrvatskog Jadrana:
- 1993. Pjevaj pjevaj Dalmacijo (3. nagrada publike i radio stanica)
- 1996. Pred tvojim vratima (3. nagrada publike i 2. nagrada žirija, najbolji aranžman)
- 1997. Ja sam tvoja muzika (2. nagrada žirija i nagrada za aranžman)
- 1998. Nikad ne reci nikad (nagrada "Legenda festivala")
- 1999. I ni me stra (3. nagrada publike)
- 2000. Moja ljubavi
- 2001. Ja jubin te zauvik (Nagrada za najbolju interpretaciju)

Zagrebfest:
- 1963. Rastanimo se (3. nagrada publike)
- 1964. Golubovi (1. nagrada žirija)
- 1964. Stari vrtuljak
- 1965. Otiš´o si (3. nagrada publike)
- 1965. Parkovi (Večer šansona: 1. nagrada publike)
- 1970. Kad se jednom vratiš (1. nagrada žirija i 2. nagrada publike)
- 1970. Uspavanka za Ivu (Večer sansona)
- 1975. Zaboravi ako možeš (1. nagrada publike)
- 1976. Stare ljubavi (2. nagrada publike)
- 1976. I onda kradom gledam lice tvoje (Večer šansona, nagrada "Vlaho Paljetak")
- 1976 Svijet je naš (1.nagrada publike, festival rodoljubive pjesme)
- 1977. Sve se vraća, sve se plaća (1. nagrada publike)
- 1978. Što je ostalo od ljubavi (1. nagrada publike i 1. nagrada žirija)
- 1979. Na Stradunu (1. nagrada)
- 1979. Neću misliti na te (Večer šansona)
- 1983. Spomenar
- 1984. Vrtuljak stari (Retrospektiva šansona)
- 1985. Nije mi, nije lako (3. nagrada publike)
- 1985. Dobro nam došli (Večer pjesama o Univerzijadi, 1. nagrada žirija i 1. nagrada publike)
- 1986. Pozdravi ga, vjetre (3. nagrada publike)
- 1987. Nemam te
- 1990. Gdje ima srca tu sam i ja
- 1995 Da nisma plakala (Nagrada Zlatni ZAGREBFEST za umjetnički doprinos Festivalu)
- 1996. Još se srce umorilo nije
- 1997. Sanjaj da te sanjam (Večer šansona)
- 1999. Samo malo intime
- 2002. Ti si grijeh (2. nagrada publike)

Opatija - Dani jugoslavenske zabavne muzike:
- 1961. Oči (1. nagrada žirija)
- 1961. Plavi nocturno (2. nagrada publike)
- 1963. Poruka mora
- 1964. Stani (2. nagrada publike)
- 1968. Tvoj glas (1. nagrada publike i žirija)
- 1974. Mili moj

Dubrovnik Festa:
- 2002. Pred tvojim vratima
- 2003. Skalini od buže
- 2004. Serenade
- 2005. Sve dok bude i nas dvoje (duet: Kemal Monteno)
- 2006. Napitnica (duet: Ivo Gamulin)
- 2007. Dubrovniče slavni

Vaš šlager sezone:
- 1975. San julske noći

Beogradsko proleće:
- 1961. Sviđaš mi se
- 1970. Stani, stani (2. nagrada žirija)
- 1978. Sva su moja proljeća u meni (1. nagrada publike i 1. nagrada žirija, koncert)
- 1979. Ljubomora
- 1983. Divlja strast

MESAM:
- 1984. Sutra je novi dan
- 1986. Moja posljednja i prva ljubavi (1. nagrada publike i nagrada za najbolju interpretaciju, te nagrada za pjevačicu godine Jugoslavije
- Festival vojničke pjesme, Beograd:
- 1965.- Buđenje
- 1971  - Kad porasteš sine (1.nagrada publike)
- 1974 - Tebe majka čeka
- 1976 - Rat je bio, a mi djeca
- 1979 - Mornarsko srce
- 1982 -  Porastao sam, majko (duet Alan Kesovija)

Melodije Istre i Kvarnera:
- 1996. Nikada te nisan prokljela (Nagrada za najbolju interpretaciju)
- 1997. Za ljubav san dala se (Grand Prix)
- 1998. Lipa mladosti moja
- 2022. O, moj cvite (nagrada "online" za najveci broj pregleda na kanalu MIK na You Tube-u)

Večeri dalmatinske šansone - Šibenik:
- 1998. Jer to je ljubav
- 2001. Ne traži dalje (nagrada Dalmatinski šansonijer)

Arenafest:
- 1994. To sam ja (1. nagrada žirija)19865

Zadarfest:
- 1996. Ja ti samo pjevat' mogu

Neumfest:
- 1996. Zelena naranča
- 1997. Mediteranski plesovi

Melodije Mostara:
- 1997. Dok istina postoji (2. nagrada žirija)

Marko Polo Fest:
- 2000. Sastala se stara klapa (Grand Prix festivala)

Pjesma Eurovizije:
- Bien plus fort (pobjednica u Monte Carlu, predstavnica Monaka 1966., Eurovizija u Luksembrugu : 17. mjesto)
- Muzika i ti (pobjednica u Sarajevu, predstavnica Jugoslavije 1972., Eurovizija u Edinburgu: 9. mjesto)
- Due ragazzi (izbor za švicarskog predstavnika na Euroviziji 1969., 4. mjesto)
- Mili moj (Jugovizija 1974., 10. mjesto)
- Tko mi je kriv (Jugovizija 1987., 3. mjesto)
- Zlatni ključ sudbine (Dora 2001., 16. mjesto)

Festival kajkavskih popevki Krapina:
- 1974. - Stiha dojdi dragi
- 1986. - Popevka za ljubav (1. nagrada publike i Grand Prix festivala)
- 1989. - Popevleju ftice, još Zagorje spi
- 1992. - Beli cveti
- 1994. - Bumo dugo, dugo, samiž
- 1995. - Raspelo
- 1996. - Bumo ti došli
- 1997. - Korune
- 1998. - Sneg je beli pokril naše rože
- 2002. - I nek zorje ostaneju tam
- 2013. - Nalukni se

Brodfest:
- 2003. - Dubrovniče, pozdravi ravnicu

Ostali i međunarodni festivali:
Pjesma ljeta: 
- 1969. - Zar ima nešto ljepše na tom svijetu (2. nagrada publike)

Sisak:
- 1971. - Ti si meni sve (Zlatni glas Jugoslavije)

St. Vincent: 
- 1962. - Tango della gelosia

Rio de Janeiro:
- 1969. - Je t'aime est la Terre est blue (nagrada međunarodne kritike)

Bern:
- 1970. - La flaute et violoncelle (1. nagrada na Glazbenom kupu Europe)

Lugano:
- 1970. - Due ragazze

Mexico: 
- 1971. - Ti si meni sve

Sopot:
- 1971. - Zar ima nešto ljepše na tom svijetu (2. nagrada publike i nagrada fotoreportera)

Carigrad:
- 1976. - I am waiting for you (nagrada za najboljeg interpretatora)

Antalija: 
- 1986. - Dalmatinko

Portorož:
- 1982. - Ja sam pjesma (1. nagrada žirija)
- 2004. - Povej mi

Palma de Mallorca:
- 1976. - Sanjam i plačem

Prag, Intertalent:
- 1987. - Moja posljednja i prva ljubavi

## Uspjesi
Tereza je već pri početku karijere postizala uspjehe, prvenstveno visokim plasmanima na festivalskim natjecanjeima diljem bivše Jugoslavije, no kada se tome pribroji 5 domaćih albuma na #1 top ljestvice prodaje, 3 domaćih kompilacije na #1 prodaje, 5 domaćih extended play ploča na #1 prodaje, 20 domaćih singlica na #1 prodaje i 9 domaćih solo pjesama na #1 radijskih top ljestvica; 5 stranih albuma na #1 prodaje i 5 EP na #1 prodaje - Tereza je nesumljivo najprodavanija i najslušanija hrvatska pjevačica svih vremena.

## Diskografija
Albumi (LP, CD, audio kasete, videoalbumi, kompilacije) 
- 1967. La chanson de Lara (EMI - 40 000)
- 1968. C'est ma chanson (EMI - 30 000)
- 1971. To je Tereza (Jugoton - 42 000) - srebrna
- 1973. JULIO IGLESIAS + TEREZA LIVE AT BULGARIA (Balkanton, 1973 - 30 000)
- 1974. Tereza (PGP RTB - 20 000)
- 1974. Tereza & Miro (Amiga - 40 000)
- 1975. Nježne strune mandoline (Jugoton - 40 000) - srebrna
- 1976. Stare ljubavi (Jugoton - 65 000) - zlatna
- 1978. Tereza (Jugoton - 90 000) - platinasta
- 1979. Što je ostalo od ljubavi (Jugoton - 73 000) - zlatna
- 1980. Poljubi me (Jugoton - 70 000) - zlatna
- 1980. Moja splitska ljeta (Jugoton - 70 000) - zlatna
- 1981. Tereza - Sanjam (PGP RTB - 60 000) - zlatna
- 1981. Tereza (Jugoton - 40 000) - srebrna
- 1982. Ja sam pjesma (PGP RTB - 50 000) - zlatna
- 1982. Sinoć, kad sklopih oči (RTV Ljubljana - 53 000) - zlatna
- 1982. Prijatelji stari gdje ste (Jugoton - 50 000) -zlatna
- 1983. Na kušinu (PGP RTB - 55 000) - zlatna
- 1983. Spomenar- Yearbook (PGP RTB - 40 000) - srebrna
- 1984. Ponovni susret (PGP RTB - 15 000)
- 1985. Pronađi put (Jugoton - 110 000)- dijamantna
- 1985. Koncert v Cankarjevem domu (RTV Ljubljana - 20 000)
- 1986. Bokelji i Tereza (PGP RTB - 15 000)
- 1986. Molim te, ostani (Jugoton - 80 000) - platinasta
- 1986. Tereza in Concert (IVS - 4000)
- 1987. Moja posljednja i prva ljubavi (Jugoton - 90 000) - platinasta
- 1987. Dubrovnik by Tereza (IVS - 4000)
- 1988. Moja splitska ljeta 2 (Jugoton - 70 000) - zlatna
- 1988. Live à l'Olympia (Jugoton/Croatia Records - 44 000) - srebrna
- 1989. Nezaboravne melodije (Orfej - 40 000) - srebrna
- 1990. Ljubav je moj grijeh (Jugoton - 40 000) - srebrna
- 1992. Moj Dubrovnik (IVS - 5000)
- 1995. To sam ja (Croatia Records - 6000)
- 1995. Goldmix Tereza - The Best of Tereza Kesovija (Megaton-Melody- 20 000) - platinasta
- 1997. Kad jednog dana prisjetim se svega (Croatia Records - 6000)
- 1999. Gdje ima srca, tu sam i ja (Croatia Records - 8000)
- 1999. Samo malo intime (Croatia Records - 7000)
- 2000. Spomenar (Taped Pictures - 7000)
- 2001. Ja sam pjesma (Taped Pictures - 7000)
- 2002. Kronologija (Croatia Records - 6000)
- 2003. S druge strane sna (Croatia Records - 5000)
- 2005. Mojih 45 skalina (Croatia Records - 4500)
- 2007. Platinum Collection (Croatia Records - 7000)
- 2007. Zaustavi vrijeme (Dallas Records - 6000)
- 2007. Ne damo te pismo naša 2 Tereza, Mišo, Coce i klape na Poljudu (Scardona -10 000)
- 2008. A l'Olympia (Dallas Records - 7000)
- 2009. Ja sam pjesma (PGP RTS - 5000)
- 2011.  Najlepse francuske sansone - Tomislav Ivčić i Tereza Kesovija (Muzički magazin - 30 000)
- 2012. The love collection (Croatia Records - 4000)
- 2013. Parkovi (Croatia Records - 3000 )
- 2015. Originalnih 50 pjesama (Croatia Records -4500 )
- 2016. Oči duše (Dallas Records -7000)
- 2018.  Original Album Collection (Croatia Records-6000)
- 2018. The best of Tereza Kesovija (Croatia Records/Jugoton- 3000)
- 2018. Moja splitska ljeta 3 (2XCD) (Croatia Records -4000)
- 2020. Tereza Anthologie 1965 - 1978 (Marianne Melodie - )
- 2023. 25 Greatest Hits (kompilacija)

EP
- 1962. Kroz plač (Jugoton - 20 000)
- 1962. Djeca Pireja (Melodija - 50 000)
- 1962. Gitara Romana (Melodija - 60 000)
- 1962. Gitara Romana (PGP RTB - 20 000)
- 1963. Vrijeme za twist (Jugoton - 25 000)
- 1964. Četiri haljine (Jugoton - 25 000)
- 1964. Molim oproštaj tvoj (Radio Sljeme - 10 000)
- 1964. Nima Splita do Splita (Jugoton - 30 000)
- 1965. Doći ćeš sam (Jugoton - 30 000)
- 1965. Donne-moi l'amour (Columbia -30000)
- 1965. Odrasli smo (Jugoton - 20000)
- 1965. Non, ce n'est pas toi (Columbia - 25 000)
- 1965. Stani (PGP RTB - 30 000)
- 1965. Parkovi (Jugoton - 40 000)
- 1965. Otišao si (Jugoton - 20 000)
- 1966. La chanson de Lara (Columbia - 75 000)
- 1966. Larina pjesma (Jugoton - 55 000) - srebrna
- 1966. Bien plus fort (Columbia - 40 000)
- 1966. Ed' e' per te / Un bacio e poi piu nente (Columbia - 20 000)
- 1967. C'est ma chanson (Columbia - 40 000)
- 1967. Ce matin-là (Columbia - 35 000)
- 1967. Tereza Kesoviya sings (Melodija - 50 000)
- 1967. Je l'aime, je l'aime (Columbia - 125 000) - zlatna
- 1967. Maintenant je chante (Columbia - 30 000)
- 1967. Hoće li ikada doći (Jugoton - 20 000)
- 1967. Cara felicita' ("This Is my Song") / Ed' e' per te [Theme from "La contessa di Hong Kong"] (Columbia - 30 000)
- 1968. Moje suze (Jugoton - 30 000)
- 1968. La maison du printemps (Columbia - 30 000)
- 1968. Na suncu (Jugoton - 25 000)
- 1968. Tvoj glas (PGP RTB - 60 000) -srebrna
- 1969. Zar ima nešto ljepše na tom svijetu (PGP RTB - 40 000)
- 1969. Et c'est pour toi (Melodija - 40 000)
- 1971 Nono, dobri moj nono )Balkanton  - 30 000)

Single
- 1961. Plavi nokturno (PGP RTB - 10 000)
- 1962. Margellina (Jugoton - 10 000)
- 1963. Rastanimo se (Jugoton - 25 000)
- 1966. Bien plus fort / Nous partirons (EMI - 30 000)
- 1966. Dammi un po' d'amore / Piu' d'ogni cosa (Columbia - 20 000)
- 1967. Demain / Tu viens de tres loin (EMI - 30 000)
- 1967. Ainsi font, font, font... / Je l'aime, Je l'aime (EMI/Odeon- 60 000)
- 1967 L'Oiseau Blanc, L'Oiseau Bleu (Top 4 - 30 000)
- 1969. Due ragazzi / Sinfonia (Philips - 30 000)
- 1969. Nono (Jugoton - 150 000) - zlatna
- 1969. Zemlja je plava / Jedan list je pao (Jugoton - 40 000)
- 1969. Vorbei vorbei / Der Himmel ist weit (Philips - 30 000)
- 1969. Duska (Philips 20 000)
- 1969. Nono (Supraphone 20 000)
- 1970. Bolujem ja / Lijepa Janja (PGP RTB - 30 000)
- 1970. Daleko si ti / Ljubav je kao lanac (Jugoton - 30 000)
- 1970. Kad se jednom vratiš / Uspavanka za Ivu (Jugoton - 70 000) - srebrna
- 1970. Mein Herz schlägt für dich / Du sollst den Weg mir zeigen (Philips - 20 000)
- 1970. Put u raj / Moja jedina misao (Jugoton - 30 000)
- 1970. Ce soir tu viens trop tard / L'amour mon amour (Philips/ London Records of Canada 30 000)
- 1971. O, No, No, No (Opatija) / Alle Strassen (Philips - 25 000)
- 1971. Ti si meni sve / Jedna klupa, jedan kut (Jugoton - 40 000)
- 1971. Voli me, voli me (Split '71) / Za sva srca ovog svijeta (Jugoton - 55 000) - srebrna
- 1972. Kad porasteš sine / Pokreni svijet, pokreni život (Jugoton - 40 000)
- 1972. Koraci / Govori tiše (Jugoton - 40 000)
- 1972. Muzika i ti / Prvi cvijet (Jugoton - 80 000) - srebrna
- 1972. Rusticana / O' kada te nima (Jugoton - 40 000)
- 1972. Avantura / Vjerujmo našoj ljubavi (Jugoton - 40 000)
- 1972. La musique et toi (Barclay - 30 000)
- 1973. Neka idu lađe / Tebe volim ja (Jugoton - 65 000) - srebrna
- 1973. Spavaj, spavaj mili moj / Sreću čine stvari male (Jugoton - 40000)
- 1973. Ni l'un, ni l'une (Barclay - 20 000)
- 1974. Mili moj (Opatija '74.) / Ne ovo, ne ono (Jugoton - 40 000)
- 1974. Ponovo bi ruke htjele / Slobodna sam (Jugoton - 30 000)
- 1974. Sunčane fontane (Split '74.) / Otvori prozore sna (Jugoton - 90 000) - srebrna
- 1974. Tebe majka čeka / Kad porasteš sine (Jugoton - 30 000)
- 1975. Nježne strune mandoline (Split '75.) / Bez tebe, bez ljubavi (Jugoton - 80 000) - srebrna
- 1975. San julske noći (VŠS '75) / Natanijel (Jugoton - 30 000)
- 1975. Zaboravi ako možeš (Zagreb '75.) / Da sam te prije srela (Jugoton - 120 000) - zlatna
- 1976. Anđele moj, moj anđele / Nitko na svijetu tom (Jugoton - 55 000) - srebrna
- 1976. Stare ljubavi (Zagreb '76) / Zar ljubav ti ne znači ništa (Jugoton - 105 000) - zlatna
- 1976. Sviraj mi, sviraj (Split '76) / Život moj... život moj... (Jugoton 110 000) - zlatna
- 1977. Forca maestro / Voljela sam sve što i on voli (Jugoton - 60 000) - srebrna
- 1977. Poljubi me s obje bande (Split '77) / Ispijmo čašu sve do dna (Jugoton - 105 000) - zlatna
- 1977. Sve se vraća, sve se plaća (Zagreb '77) / Još jedan dan (Jugoton - 103 000) - zlatna
- 1978. Disco '79 (Jugoton 30 000)
- 1978. Je suis née ce jour-là (Sonopresse/Jugoton- 50 000)
- 1978. Le Nil et le Jourdain / C'est encore un jour d'amour (Sonopresse - 10 000)
- 1978 .Moja te ruka traži (Karneval Fest Cavtat '78) / Ne skrivaj od mene svoje lice (Jugoton) 55 000 - srebrna
- 1978. Što je ostalo od ljubavi (Zagreb '78) / Miholjice (Jugoton - 100 000)- zlatna
- 1978. Sva su moja proljeća u meni (Beogradsko proleće '78) / Nisam znala (Jugoton - 80 000) - srebrna
- 1979. Kad sam s tobom (Karneval fest Cavtat '79) / Kokolo (Jugoton - 25 000)
- 1979. Ljubomora (Beogradsko proleće '79) / Malo je radosti (Jugoton - 25 000)
- 1979. Mladosti, moja lijepa radosti (Split '79) / Prijatelji... (Jugoton - 70 000) - srebrna
- 1979. Na Stradunu (Zagreb '79) / Neću misliti na te (Jugoton 50 000) -srebrna
- 1980. Jugoslavijo, volim te / Moja ljubav, moj dom (Jugoton 40 000)
- 1980. Yougoslavia / C'est mon pays, mon amour (CBS - 25 000)
- 1981. Pour presque rien / Qu'est ce que tu attends de lui (CBS - 10 000)
- 1982. Kad porasteš sine / Porastao sam majko (PGP RTB - 20 000)
- 1983. Hey ! Là-haut/Danse avant de dormir (Flarenache-WEA - 45 000)
- 1983. Na kušinu (Split '83) / Promenade (PGP RTB - 15 000)
- 1988. Ma vie recommence / Ma vie recommence (Instrumental) (Ibach - 30 000)
- 1989. Lambada (Orfej- 12 000)
- 1999. Lahko noč ljubezen moja/Laku noć ljubavi moja (Menart - 1000)
- 2023. L' amour est une chanson (Diamant Records - )

## Top ljestvice
Domaća ljestvica – album:
| Godina | Naziv                             | Izdavač                | Stanje na top ljestvicama |
| ------ | --------------------------------- | ---------------------- | ------------------------- |
| 1971.  | "To je Tereza"                    | Jugoton                | #2                        |
| 1974.  | "Tereza"                          | PGP RTB                | #8                        |
| 1975.  | "Nježne strune mandoline"         | Jugoton                | #1                        |
| 1976.  | "Stare ljubavi"                   | Jugoton                | #1                        |
| 1978.  | "Tereza – Sva su moja proljeća"   | Jugoton                | #1                        |
| 1978.  | ""Što je ostalo od ljubavi "      | Jugoton                | #1                        |
| 1979.  | "Poljubi me"                      | Jugoton                | #2                        |
| 1981.  | "Sanjam"                          | PGP RTB                | #4                        |
| 1982.  | "Ja sam pjesma"                   | PGP RTB                | #2                        |
| 1982.  | "Sinoć, kad sklopih oči"          | ZKP RTVLJ              | #14                       |
| 1983.  | "Na kušinu"                       | PGP RTB                | #2                        |
| 1983.  | "Spomenar"                        | PGP RTB                | # 22                      |
| 1985.  | "Pronađi put - original"          | Jugoton                | #2                        |
| 1985.  | "Pronađi put – dopunjena verzija" | Jugoton                | #1                        |
| 1986.  | "Molim te, ostani"                | Jugoton                | #2                        |
| 1987.  | "Moja posljednja i prva ljubavi"  | Jugoton                | #3                        |
| 1989.  | "Nezaboravne melodije"            | Orfej RTZ              | #12                       |
| 1990.  | "Ljubav je moj grijeh"            | Croatia Records        | #16                       |
| 1995.  | "To sam ja"                       | Tutico/Croatia Records | #5                        |
| 1999.  | "Samo malo intime"                | Croatia Records        | #5                        |
| 2007.  | "Zaustavi vrijeme"                | Dallas Records         | #2                        |

Domaća ljestvica – live album:
| Godina | Naziv                        | Izdavač         | Stanje na top ljestvicama |
| ------ | ---------------------------- | --------------- | ------------------------- |
| 1985.  | "Bokelji i Tereza"           | PGP RTB         | #32                       |
| 1985.  | "Koncert v Cankarjevem domu" | RTVLJ           | #10                       |
| 1985.  | „Koncert na Jezuitskom trgu“ | Jugoton         | #14                       |
| 1986.  | „Koncert u Kneževu dvoru“    | Jugoton         | #15                       |
| 1988.  | "Live `a l'Olympia"          | Jugoton         | #11                       |
| 2003.  | "S druge strane sna (live)"  | Croatia Records | #4                        |
| 2008.  | "Live a l`Olympia"           | Dallas Records  | #7                        |

Domaća ljestvica- kompilacije:
| Godina | Naziv                                | Izdavač                       | Stanje na top ljestvicama |
| ------ | ------------------------------------ | ----------------------------- | ------------------------- |
| 1980.  | "Moja splitska ljeta #1"             | Jugoton                       | #1                        |
| 1981.  | "Tereza"                             | Jugoton                       | #1                        |
| 1983.  | "Prijatelji stari gdje ste"          | Jugoton                       | #2                        |
| 1984.  | "Ponovni susret"                     | PGP RTB                       | #3                        |
| 1988.  | "Moja splitska ljeta 2"              | Jugoton                       | #1                        |
| 1991.  | "Gold Mix Tereza"                    | Melody                        | # 38                      |
| 1997.  | "Kad jednog dana prisjetim se svega" | Croatia Records               | #5                        |
| 1999.  | "Gdje ima srca tu sam i ja"          | Croatia Records               | #9                        |
| 2000.  | "Spomenar (kompilacija)"             | Taped Pictures                | #49                       |
| 2001.  | "Ja sam pjesma (kompilacija)"        | Taped Pictures                | #52                       |
| 2002.  | "Kronologija"                        | Perfect Music/Croatia Records | #62                       |
| 2005.  | "Mojih 45 skalina"                   | Croatia Records               | #29                       |
| 2007.  | "Platinum Collection"                | Croatia Records               | #9                        |
| 2025.  | "25 Greatest Hits"                   | Croatia Records               | #6                        |

Domaća ljestvica– extended play:
| Godina | Naziv                  | Izdavač | Stanje na top ljestvicama |
| ------ | ---------------------- | ------- | ------------------------- |
| 1961.  | "Kroz plač"            | Jugoton | #18                       |
| 1962.  | "Potraži me"           | Jugoton | #37                       |
| 1962.  | "Čakule o siromajima"  | Jugoton | #12                       |
| 1964.  | "Portret"              | Jugoton | #10                       |
| 1964.  | "Split '64 – ploča #3" | Jugoton | #1                        |
| 1965.  | "Split '65 – ploča #1" | Jugoton | #2                        |
| 1966.  | "Još mnogo jače"       | Jugoton | #2                        |
| 1966.  | "Larina pjesma"        | Jugoton | #1                        |
| 1974.  | "Gitara Romana"        | PGP-RTB | #5                        |
| 1976.  | "Stare ljubavi"        | Jugoton | #1                        |
| 1986.  | "Molim te ostani"      | Jugoton | #1                        |
| 1989.  | "Lambada"              | Jugoton | #19                       |

Domaća ljestivica – singlovi:
| Godina | Naziv                                                  | Izdavač  | Stanje na top ljestvicama |
| ------ | ------------------------------------------------------ | -------- | ------------------------- |
| 1960.  | "Sviđaš mi se / Pjesma tipkačice"                      | Jugoton  | #20                       |
| 1961.  | "Oči / Plavi nocturno"                                 | Jugoton  | #12                       |
| 1961.  | "Margellina / Sjećanje na Italiju"                     | Jugoton  | #15                       |
| 1963.  | "Poruka mora "                                         | Jugoton  | #14                       |
| 1963.  | "Balada o tovaru"                                      | Jugoton  | #18                       |
| 1963.  | "Rastanimo se"                                         | Jugoton  | #20                       |
| 1964.  | "Stani"                                                | Jugoton  | #10                       |
| 1964.  | "Nima Splita do Splita / Legenda o Miljenku i Dobrili" | Jugoton  | #1                        |
| 1964.  | "Golubovi / Stari vrtuljak"                            | Jugoton  | #10                       |
| 1964.  | "Molim oproštaj tvoj"                                  | Jugoton  | #1                        |
| 1965.  | "Otišao si / Parkovi"                                  | Jugoton  | #7                        |
| 1966.  | "Još mnogo jače“ / „Bien plus fort"                    | Jugoton  | #2                        |
| 1966.  | „Gradovi pokraj mora"                                  | Jugoton  | #5                        |
| 1967.  | „Split je svit" / „Hoće li ikada doći“                 | Jugoton  | #4                        |
| 1967.  | „To je moja pjesma“                                    | Jugoton  | #1                        |
| 1968.  | „Tvoj glas" / „Volim volim“                            | Jugoton  | #1                        |
| 1968.  | „Moje suze" / „Nema života bez ljubavi“                | Jugoton  | #3                        |
| 1969.  | „Zemlja je plava" / „Jedan list je pao“                | Jugoton  | #4                        |
| 1969.  | „Daleko si ti" / „Ljubav je kao lanac“                 | Jugoton  | #3                        |
| 1969.  | „Nono, dobri moj nono" / „Sine ne pitaj za oca“        | Jugoton  | #1                        |
| 1970.  | „Zar ima nešto ljepše“                                 | Jugoton  | #2                        |
| 1969.  | „Sutra“ / „Simfonija“                                  | Jugoton  | #8                        |
| 1970.  | „Bolujem ja“ / „Lijepa Janja“                          | Jugoton  | #12                       |
| 1970.  | „Daj da pijam“ / „Pjesma srcu“                         | Jugoton  | #10                       |
| 1970.  | „Kad se jednom vratiš“ / „Uspavanka za Ivu“            | Jugoton  | #6                        |
| 1970.  | „Stani, stani“ / „Pismo sinu“                          | Jugoton  | #4                        |
| 1971.  | „Put u raj“ / „Moja jedina misao“                      | Jugoton  | #5                        |
| 1971.  | „Ti si meni sve“ / „Jedna klupa, jedan kut“            | Jugoton  | #2                        |
| 1971.  | „Voli me, voli me“ / „Za sve srca ovog svijeta“        | Jugoton  | #2                        |
| 1972.  | „Muzika i ti“ / „Prvi cvijet“                          | Jugoton  | #1                        |
| 1972.  | „Rusticana“ / „O kad te nima!“                         | Jugoton  | #2                        |
| 1972.  | „Avantura“ / „Vjerujemo jedno drugom“                  | Jugoton  | #1                        |
| 1972.  | „Koraci“ / „Govori tiše“                               | Jugoton  | #2                        |
| 1972.  | „Kad porasteš sine“ / „Pokreni svijet pokreni život“   | Jugoton  | #1                        |
| 1973.  | „Spavaj, spavaj mili moj“ / „Sreću čine male stvari“   | Jugoton  | #3                        |
| 1974.  | „Mili moj“ / „Ne ovo ne ono“                           | Jugoton  | #6                        |
| 1974.  | „Ponovo bi ruke htjele“ / „Slobodna sam“               | Jugoton  | #6                        |
| 1974.  | „Sunčane fontane“ / „Otovori prozore sna“              | Jugoton  | #1                        |
| 1974.  | „Tebe majka čeka“ / „Kad porasteš sine“                | Jugoton  | #7                        |
| 1975.  | „Anđele moj anđele“ / „Nitko na tom svijetu“           | Jugoton  | #8                        |
| 1975.  | „Nježne strune mandoline“ / „Bez tebe bez ljubavi“     | Jugoton  | #1                        |
| 1975.  | „San julske noći“ / „Natanijel“                        | Jugoton  | #1                        |
| 1975.  | „Zaboravi ako možeš“ / „Da sam te prije srela“         | Jugoton  | #3                        |
| 1976.  | „Forza maestro“ / „Voljela sam sve što i on voli“      | Jugoton  | #1                        |
| 1976.  | „Sanjam i plačem“ / „Čekam te“                         | Jugoton  | #6                        |
| 1976.  | „Sviraj mi sviraj“ / „Život moj život moj“             | Jugoton  | #1                        |
| 1976.  | „I onda kradom gledam lice tvoje“                      | Jugoton  | #4                        |
| 1976.  | „Stare ljubavi“ / „Zar ljubav ti ne znači ništa“       | Jugoton  | #1                        |
| 1977.  | „Moja te ruka traži“ / „Ne skrivaj od mene svoje lice“ | Jugoton  | #1                        |
| 1977.  | „Poljubi me s obje bande“ / „Ispijomo čaše sve do dna“ | Jugoton  | #1                        |
| 1977.  | „Sve se vraća sve se plaća“ / „Još jedan dan“          | Jugoton  | #1                        |
| 1978.  | „Sva su moje proljeća u meni“ / „Nisam znala“          | Jugoton  | #1                        |
| 1978.  | „Što je ostalo od ljubavi“ / „Miholjice“               | Jugoton  | #1                        |
| 1979.  | „Ljubomora“ / „Malo je radosti“                        | Jugoton  | #2                        |
| 1979.  | „Disco 79“                                             | Jugoton  | #4                        |
| 1979.  | „Mladosti, moja lijepa radosti“ / „Prijatelji“         | Jugoton  | #1                        |
| 1979.  | „Na Stradunu“ / „Neću misliti na te“                   | Jugoton  | #2                        |
| 1980.  | „Kad sam s tobom“ / „Kokolo“                           | Jugoton  | #5                        |
| 1980.  | „Poljubi me“ / „Ostali smo prijatelji“                 | PGP-RTB  | #2                        |
| 1980.  | „Jugoslavio volim te“ / „Moja ljubav moj je dom“       | Jugoton  | N/A                       |
| 1980.  | „Kad porasteš sine“ / „Odrastao sam majko“             | Jugoton  | #4                        |
| 1981.  | „Sanjam“ / „Čemu to“                                   | PGP-RTB  | #1                        |
| 1982.  | „Sinoć kad sklopih oči“ / „Na brijegu kuća mala“       | ZKP RTLj | #3                        |
| 1983.  | „Na kušinu“ / „Promenade“                              | PGP-RTB  | #2                        |
| 1985.  | „Nije mi nije lako“ / „Dobro nam došli“                | Jugoton  | #6                        |

Domaća ljestvica – solo na ljestvicama:
| Godina | Naziv                            | Izdavač         | Stanje na top ljestvicama |
| ------ | -------------------------------- | --------------- | ------------------------- |
| 1974.  | „Stiha dojdi dragi“              | Jugoton         | #6                        |
| 1982.  | „Ja sam pjesma“                  | PGP-RTB         | #1                        |
| 1983.  | „Spomenar“                       | PGP-RTB         | #5                        |
| 1983.  | „Divlja strast“                  | PGP-RTB         | #7                        |
| 1984.  | „Vrtuljak stari“                 | PGP-RTB         | #6                        |
| 1984.  | „Sutra je novi dan“              | PGP-RTB         | #1                        |
| 1985.  | „Tajna života“                   | PGP-RTB         | #1                        |
| 1986.  | „Popevka za ljubav“              | Jugoton         | #3                        |
| 1986.  | „Pozdravi ga vjetre“             | Jugoton         | #2                        |
| 1986.  | „Moja posljednja i prva ljubavi“ | Jugoton         | #2                        |
| 1987.  | „Zapjevajmo prijatelji“          | Jugoton         | #1                        |
| 1987.  | „Nema te“                        | Jugoton         | #6                        |
| 1987.  | „Tko mi je kriv“                 | PGP-RTB         | #3                        |
| 1987.  | „Popevleju ftice, Zagorje spi“   | Jugoton         | #14                       |
| 1990.  | „Gdje ima srca tu sam i ja“      | Jugoton         | #3                        |
| 1990.  | „Ljubav je moj grijeh“           | Jugoton         | #16                       |
| 1992.  | „Moja Dalmacija“                 | Croatia Records | #2                        |
| 1992.  | „Beli cveti“                     | Jugoton         | #14                       |
| 1993.  | „Pjevaj pjevaj Dalmacijo mati“   | Croatia Records | #2                        |
| 1994.  | „Nek zapjeva stara klapa“        | C.R.            | #2                        |
| 1994.  | „To sam ja“                      | C.R.            | #2                        |
| 1994.  | „Bumo bumo dugo sami“            | CR              | #16                       |
| 1995.  | „Tamo sam rođena“                | CR              | #4                        |
| 1995.  | „Raspelo“                        | CR              | #44                       |
| 1996.  | „Bumo ti došli“                  | CR              | #26                       |
| 1996.  | „Zelena naranča“                 | CR              | #2                        |
| 1996.  | „Nikad te nisam prokljela“       | CR              | #3                        |
| 1996.  | „Ja ti samo pjevat mogu“         | CR              | #19                       |
| 1996.  | „Još se srce umorilo nije“       | CR              | #6                        |
| 1997.  | „Pred tvojim vratima“            | CR              | #1                        |
| 1997.  | „Sanjaj da te sanjam“            | CR              | #69                       |
| 1997.  | „Dok istina postoji“             | CR              | #66                       |
| 1997.  | „Mediteranski plesovi“           | CR              | #106                      |
| 1997.  | „Za ljubav sam dala sve“         | CR              | #30                       |
| 1997.  | „Ja sam tvoja muzika“            | CR              | #2                        |
| 1997.  | „Korune“                         | CR              | #10                       |
| 1998.  | „Nikad ne reci nikad“            | CR              | #16                       |
| 1998.  | „Jer to je ljubav“               | CR              | #8                        |
| 1998.  | „Lipa mladosti moja“             | CR              | #50                       |
| 1998.  | „Sneg se beli pokraj naše rože“  | CR              | #33                       |
| 1999.  | „I ni me stra“                   | CR              | #1                        |
| 1999.  | „Samo malo intime“               | CR              | #1                        |
| 2000.  | „Moja ljubavi“                   | CR              | #16                       |
| 2000.  | „Sastala se stara klapa“         | CR              | #40                       |
| 2001.  | „Ja jubin te zauvik“             | CR              | #1                        |
| 2001.  | „Ne traži dalje“                 | CR              | #16                       |
| 2001.  | „Pred tvojim vratima“            | CR              | #10                       |
| 2002.  | „Ti si grijeh“                   | CR              | #8                        |
| 2002.  | „I nek' Zagorje ostaneju tam“    | CR              | #22                       |
| 2003.  | „Dubrovniče pozdravi ravnicu“    | CR              | #4                        |
| 2003.  | „Skalini od Buže“                | CR              | #134                      |
| 2004.  | „Serenade“                       | CR              | #18                       |
| 2005.  | „Sve dok bude bilo i nas dvoje“  | CR              | #5                        |
| 2006.  | „Napitnica“                      | CR              | #21                       |
| 2007.  | „Dubrovniče slavni“              | CR              | #26                       |
| 2007.  | „Serenada Splitu“                | CR              | #106                      |
| 2007.  | „Zaustavi vrijeme“               | Dallas Records  | #2                        |
| 2008.  | „Nauči me“                       | CR              | #3                        |
| 2008.  | „Tko mi je kriv“                 | CR              | #3                        |

Strana ljestvica – album:
| Godina | Naziv                             | Izdavač   | Stanje na top ljestvicama |
| ------ | --------------------------------- | --------- | ------------------------- |
| 1969.  | "C´est ma chanson"                | EMI       | #1                        |
| 1970.  | "Tereza & Miro"                   | Amiga     | #1                        |
| 1971.  | "Tereza Kesovija"                 | Melodija  | #1                        |
| 1973.  | "Tereza & Julio Live in Bulgaria" | Balkanton | #1                        |

Strana ljestvica – singlovi i EP:
| Godina | Naziv                              | Izdavač    | Stanje na top ljestvicama |
| 1964.  | "Chitarra Romana"                  | ???        | #4                        |
| 1965.  | "Tu viens de tres loin" / Demain   | Disques    | #5                        |
| 1966.  | "Bien plus fort"                   | Columbia   | #2                        |
| 1966.  | "Chanson de Lara"                  | Columbia   | #1                        |
| 1967.  | "Non c'est ne pas toi"             | Columbia   | #3                        |
| 1967.  | "Bonjour ma cherie"                | Columbia   | #4                        |
| 1968.  | "Donne moi l'amour"                | Columbia   | #2                        |
| 1968.  | "La maison du pritemps"            | Columbia   | #2                        |
| 1968.  | "Le Nil et le jourdain"            | Columbia   | #6                        |
| 1969.  | "C'est ma chanson"                 | Columbia   | #2                        |
| 1969.  | "La contessa di Hong-KOng"         | Columbia   | #3                        |
| 1969.  | "Ce matin-la"                      | Columbia   | #2                        |
| 1970.  | "je l'aime, je l'aime"             | Columbia   | #1                        |
| 1970.  | "Dammi un po d'amor"               | Columbia   | #1                        |
| 1971.  | "Vorbei vorbei"                    | Columbia   | #1                        |
| 1971.  | "O, no; o, no"                     | Philips    | #1                        |
| 1972.  | "La musique et toi"                | ???        | #2                        |
| 1972.  | "Ni l'un ni l'une"                 | ???        | #6                        |
| 1973.  | "L'amour qu'il nous reste a vivre" | RCA        | #2                        |
| 1974.  | "Je suis nee ce jour la"           | RCA        | #1                        |
| 1980.  | "Yugoslavia"                       | CBS        | #11                       |
| 1982.  | "Por presque rien"                 | CBS        | #2                        |
| 1983.  | "Hey! La haut"                     | Flarenasch | #2                        |
| 1984.  | "Ma vie recommence"                | Carrere    | #4                        |
| 2008.  | "Tout mes larmes"                  | Dallas     | #6                        |
| 2009.  | "De la ou tu m'aimes"              | Dallas     | #3                        |

## Vanjske poveznice
- Diskografija